# Hiatus (zespół muzyczny)
Hiatus – crust punkowa grupa muzyczna z Belgii, powstała w maju 1989.

## Wybrana dyskografia
- The Frightening Men Story - Demo (1989)
- In My Mind - Demo (1990)
- Hiatus (1990)
- I Don't Scare Easily But... (1991)
- Way Of Doom - Profane Existence (1991)
- Hiatus "Blind Justice For All" / Embittered - Desperate *Attempt (1992)
- From Resignation... To Revolt (1993)
- Hiatus/Doom (1994)
- El Sueño De La Razón Produce Monstruos (1995)
- Hiatus (MLP, 1996)